# Томислав Чокревски
Томислав Чокревски (на македонска литературна норма: Томислав Чокревски) е социолог и политик от Република Македония.

## Биография
Томислав Чокревски е роден е на 11 декември 1934 година в град Битоля, тогава в Югославия, днес в Северна Македония. Завършва Юридическия факултет на Скопския университет през 1958 г. През 1967 г. записва магистратура в Белградския университет, във Факултета по политически науки. В периода 1967 – 1971 г. е републикански секретар за образование, наука и култура. През 1976 г. защитава докторат на тема „Социалната природа и функция на големите организации и развитието на социалистическата демокрация“. От 1968 г. преподава социология в Юридическия факултет на Скопския университет, а през 1977 г. става извънреден професор. От 1982 г. е редовен професор. През 1964 г. е редактор на списание „Погледи“, а между 1967 – 1971 г. е републикански секретар за образование, наука и култура.
В периода 1991 – 1992 г. е декан на Юридическия факултет на Скопския университет, а от 1992 до 1994 година е ректор на университета. От 23 февруари 1996 до 30 ноември 1998 г. е министър на вътрешните работи в правителството на Бранко Цървенковски.